# William Samuel Henson

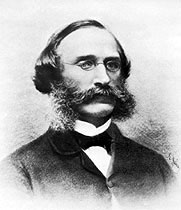
William Samuel Henson

William Samuel Henson (* 3. Mai 1812  in Nottingham, England; † 1888 in Newark, New Jersey) war ein britischer Erfinder. Wie sein Miterfinder Stringfellow verdiente er seinen Lebensunterhalt in Chard als Hersteller von Webspulen für die dortige Wollindustrie. Im Jahr 1848 emigrierte er in die Vereinigten Staaten von Amerika. Dort war er als Erfinder tätig, u. a. erfolglos für die US-Marine.

## Erfindungen

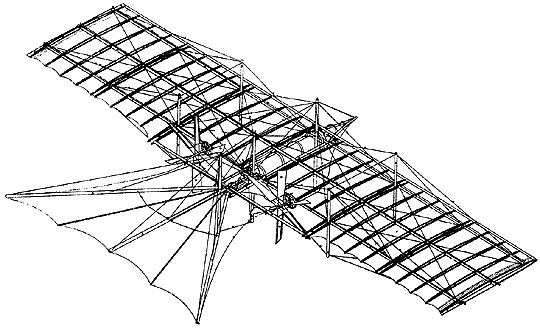
Patentzeichnung des Flugapparats

Im Jahr 1840 entwarf Henson zusammen mit John Stringfellow, wohl auf der Grundlage der Arbeiten von Sir George Cayley, den ersten Flugapparat, der ähnlich wie ein heutiges Flugzeug aussah, und als Henson Aerial Steam Carriage bezeichnet wurde. Die Spannweite sollte 45,7 m (150 Fuß) betragen. Als Antrieb war eine Dampfmaschine von 30 PS vorgesehen, die zwei auf der Rückseite des Flügels angebrachte Propeller von 6 m Durchmesser gegeneinander in Drehung versetzen sollte. Obwohl Henson nur Modelle baute, wies das Gerät schon viele Merkmale heutiger Flugzeuge auf. 1843 erhielt Henson ein Patent auf seine Erfindung. Henson, Stringfellow, Frederick Marriott und D.E. Colombine gründeten die Aerial Transit Company zur Verwertung der Erfindung, die aber 1848 wieder aufgelöst wurde, nachdem ein zweites, größeres Modell im Jahr 1847 auf dem Hügel Bala Down bei Chard nicht zum Fliegen gebracht werden konnte. Henson überließ seine Patente Stringfellow, dem 1848 ein motorgetriebener Modellflug gelang.
Weitere Patente erhielt Henson u. a. für eine leichte Dampfmaschine (1841) und einen T-förmigen Sicherheitsrasierapparat (1847), dessen Verbesserung durch King Camp Gillette 1901 zum modernen Rasierapparat führte.
Der Henson-Gletscher in der Antarktis trägt seinen Namen.

## Zeitschriftenartikel
- Henson’s Luftdampfschiff. In: Illustrirte Zeitung. Nr. 2. J. J. Weber, Leipzig 8. Juli 1843, S. 23–24 (Wikisource).